# Elysejská smlouva

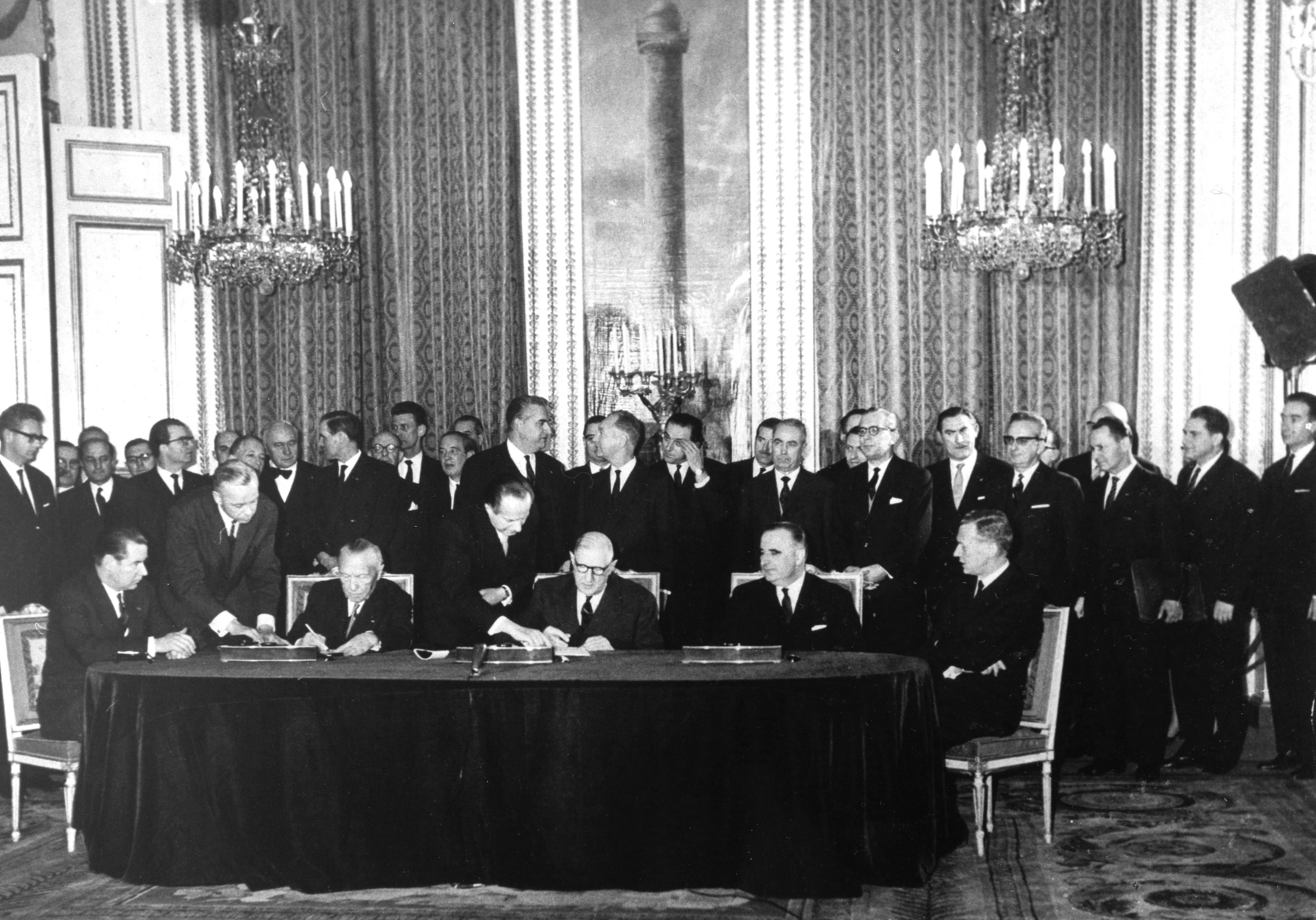

Elysejská smlouva je dohoda o těsné spolupráci ve všech oblastech mezi Francií a Německem, podepsaná 22. 1. 1963. Zavazují se zde k „hledání pokud možno společné pozice“ k veškerým významným ekonomickým, politickým a kulturním otázkám. Smlouva vytvořila „osu Paříž – Bonn“, která se měla stát rozhodující silou Evropského hospodářského společenství. Klíčovou roli v procesu usmíření mezi Francií a západním Německem sehrál spolkový kancléř Konrad Adenauer, jehož snaha o překonání „historického nepřátelství“ mezi oběma zeměmi symbolicky vyvrcholila v červenci 1962, kdy se kancléř během státní návštěvy Francie zúčastnil spolu s francouzským prezidentem Charlesem de Gaullem bohoslužby v remešské katedrále. Koncem ledna 1963 se oba politici sešli v Elysejském paláci v Paříži, aby slavnostně podepsali Smlouvu o německo-francouzské spolupráci. Francie chtěla jejím prostřednictvím čelit utvářejícímu se americko-britskému bloku v Severoatlantické alianci a stát se vedoucím politickým a vojenským činitelem v západní Evropě.